# Schaakvereniging De Kentering
Schaakvereniging De Kentering is een schaakvereniging uit Rosmalen.
De club is in 1971 opgericht en is vernoemd naar het dorpshuis De Kentering in het centrum van Rosmalen. De interne competitie wordt gespeeld met een indeling volgens het Keizersysteem.
De vereniging heeft twee teams spelen in de landelijke KNSB-competitie en neemt ook deel met twee viertallen in de avondcompetitie van de Noord-Brabantse Schaakbond.